# Nguyễn Hồng Sơn
Nguyễn Hồng Sơn, tên khai sinh là Nguyễn Sỹ Sơn (sinh ngày 9 tháng 10 năm 1970), là một cựu cầu thủ bóng đá chuyên nghiệp người Việt Nam từng thi đấu ở vị trí tiền vệ. Gắn liền với một lứa cầu thủ được coi là "thế hệ vàng" của bóng đá Việt Nam trong những năm 1990, Hồng Sơn được biết đến là mẫu tiền vệ tài hoa với phẩm chất kỹ thuật xuất sắc. Anh từng là thành viên của đội tuyển bóng đá quốc gia Việt Nam và câu lạc bộ Thể Công, ngoài ra anh còn là chủ nhân của hai quả bóng vàng Việt Nam vào các năm 1998 và 2000, và được bình chọn là cầu thủ xuất sắc nhất châu Á vào tháng 8 năm 1998. 
Sau khi giải nghệ vào năm 2005, Hồng Sơn chuyển hẳn sang công tác huấn luyện, bắt đầu từ đội bóng hạng Ba Thành Nghĩa Dung Quất Quảng Ngãi và sau đó là các lứa trẻ của câu lạc bộ Thể Công cũng như Trung tâm bóng đá Viettel sau này. Bên cạnh đó, anh cũng xuất hiện trong các chương trình bình luận bóng đá và chương trình bóng đá trẻ em trên truyền hình. Hồng Sơn cũng từng là một sĩ quan trong Quân đội nhân dân Việt Nam, mang quân hàm Thượng tá.

## Đầu đời
Nguyễn Hồng Sơn sinh ngày 9 tháng 10 năm 1970 tại Hà Nội với tên khai sinh là Nguyễn Sỹ Sơn, trong một gia đình có sáu anh em. Anh là người con thứ tư trong gia đình, có cha là Nguyễn Sỹ Dậu – trước đây là một nghệ sĩ nhiếp ảnh và từng mở cửa hàng chuyên làm ảnh. Mẹ anh, Hoàng Bích Sinh, là chủ của một cửa hàng áo cưới nổi tiếng. Người anh cả Nguyễn Sỹ Cường là nhạc công của Đoàn Ca múa nhạc Công an Nhân dân, trong khi những người anh em Nguyễn Sỹ Long và Nguyễn Sỹ Tuấn đều là những cầu thủ từng thi đấu cho đội Thể Công. Trên Sơn còn có người anh thứ ba Nguyễn Sỹ Hùng, người nối nghiệp gia đinh làm áo cưới. Người em út, cũng là người em gái duy nhất của Hồng Sơn tên Nguyễn Cẩm Tú, từng có chồng là nghệ sĩ cải lương Kim Tử Long.

## Sự nghiệp cầu thủ
Năm 1980, khi lớp năng khiếu của Thể Công tổ chức tuyển sinh, Sỹ Sơn đến dự tuyển và vượt qua hàng ngàn thí sinh khác để được nhận vào lớp năng khiếu. Trải qua quá trình rèn luyện, sàng lọc nghiêm ngặt, Sơn bắt đầu được đôn lên đội hình hai của đội vào năm 1987 và chính thức lên đội một vào năm 1989.
Được trao chiếc áo số 10 của cựu danh thủ Nguyễn Cao Cường, anh ra sân trong trận đấu chính thức đầu tiên của mình gặp đội Công an Thanh Hóa trên sân Hàng Đẫy, trong khuôn khổ giải vô địch các đội mạnh toàn quốc lần đầu tiên (1990). Ngay trong mùa giải năm đó, Sỹ Sơn đã giành được danh hiệu vua phá lưới với 10 bàn thắng, góp công lớn vào chức vô địch quốc gia thứ tư trong lịch sử của đội bóng (lúc đó mang tên gọi Câu lạc bộ Quân đội). Màn trình diễn của anh đã nhanh chóng gây được sự chú ý từ người hâm mộ và giới báo chí. Trong một lần thực hiện một bài phỏng vấn, một phóng viên vì một lý do nào đó đã viết nhầm tên của Nguyễn Sỹ Sơn thành Nguyễn Hồng Sơn. Nhưng sau khi cái tên Hồng Sơn xuất hiện trên mặt báo, sự nghiệp của Sơn gặp nhiều thuận lợi, nên anh quyết định lấy tên gọi này đặt cho mình.
Hồng Sơn bắt đầu khoác áo đội tuyển quốc gia năm 1993 và giành được huy chương bạc tại SEA Games 18. Sau đó, anh tiếp tục thi đấu thành công và giành được thêm một tấm huy chương đồng tại SEA Games 19 và huy chương bạc tại SEA Games 20. Anh còn giành được tấm huy chương đồng tại Cúp Tiger đầu tiên vào năm 1996 cùng với đội tuyển Việt Nam.
1998 là năm mà Hồng Sơn đạt đến đỉnh cao trong sự nghiệp thi đấu của mình. Ngoài việc giành chức vô địch quốc gia và siêu cúp quốc gia cùng với đội bóng Thể Công, anh còn là nhân tố quan trọng trong hành trình tiến đến ngôi vị á quân tại Tiger Cup 1998 của đội tuyển Việt Nam; bản thân anh cũng được bầu chọn là "Cầu thủ xuất sắc nhất" tại giải đấu năm đó. Ngoài ra, màn thể hiện tại giải đấu đã giúp cho Nguyễn Hồng Sơn trở thành cầu thủ xuất sắc nhất của châu Á trong tháng 8 năm 1998 và là lần đầu tiên Việt Nam có một đại diện được vinh danh là cầu thủ xuất sắc nhất tháng của Liên đoàn bóng đá châu Á (AFC). Đầu năm 1999, Hồng Sơn đã giành được danh hiệu Quả bóng vàng Việt Nam lần đầu tiên, và hai năm sau đó đã đoạt quả bóng vàng thứ hai.  
Tháng 7 năm 2001, Hồng Sơn đã được mời tham dự cuộc thi biểu diễn kỹ thuật Pepsi World Challenge do hãng Pepsi tổ chức, cùng với sự góp mặt của hàng loạt hảo thủ như David Beckham, Dwight Yorke, Rui Costa, Roberto Carlos,... Tại giải đấu này, Hồng Sơn đã xuất sắc vượt qua hàng loạt đối thủ để đoạt giải nhì chung cuộc.

## Sự nghiệp sau giải nghệ
Năm 2002, trước tình hình chấn thương triền miên, Nguyễn Hồng Sơn đã thông báo về ý định chia tay sân cỏ để tập trung vào việc học tập tại Trường Đại học Thể dục Thể thao và Đại học Luật. Nhưng ở mùa giải 2003, khi đội Thể Công đang có phong độ không tốt và đứng trước nguy cơ xuống hạng, anh đã quay trở lại đội bóng và cùng đồng đội giành hạng 6 chung cuộc. Sau mùa giải này, Hồng Sơn đã giải nghệ trong hơn một năm, trước khi trở lại để khoác áo cho đội bóng hạng Ba Công nhân Bia Đỏ, nơi nhiều cựu binh của Thể Công và các cầu thủ cùng thời khác đang sinh hoạt tại đây. Cũng trong khoảng thời gian này, anh còn được giao nhiệm vụ huấn luyện đội U-21 và U-15 Thể Công.
Năm 2005, Hồng Sơn được gọi bổ sung vào thành phần đội tuyển Việt Nam tham dự giải vô địch bóng đá trong nhà châu Á. Tháng 10 cùng năm, Hồng Sơn chia tay với đội Công nhân Bia Đỏ để nhận lời dẫn dắt câu lạc bộ Thành Nghĩa Dung Quất Quảng Ngãi, lúc đó đang thi đấu ở giải hạng Ba. Sau khi giúp đội bóng này lên hạng thành công, anh trở về đội U-19 của câu lạc bộ Thể Công. Hồng Sơn cũng từng là thành viên trong ban huấn luyện đội tuyển futsal quốc gia Việt Nam chuẩn bị cho Đại hội Thể thao Đông Nam Á 2007, tuy nhiên do thành tích không tốt cùng với những mâu thuẫn nội bộ, nên sau giải anh cùng ban huấn luyện đã bị miễn nhiệm. Từ đó, anh chuyên tâm vào việc quản lý các đội trẻ ở Thể Công và sau này là Trung tâm bóng đá Viettel, bên cạnh việc sở hữu và quản lý một trung tâm đào tạo bóng đá cộng đồng mang tên mình, Trung tâm huấn luyện bóng đá HS8 (viết tắt của Hồng Sơn 8).
Năm 2010, khi đang là huấn luyện viên của đội U-19 Viettel, Hồng Sơn được đề nghị về dẫn dắt câu lạc bộ Vissai Ninh Bình nhưng anh từ chối. Sau đó vào năm 2012, ông bầu Nguyễn Đức Kiên mời Sơn tiếp quản chiếc ghế huấn luyện viên trưởng ở câu lạc bộ Hà Nội ngay giữa mùa giải, song lần này anh cũng không chấp nhận. Năm 2018, sau khi hoàn thành việc dẫn dắt các đội trẻ của Viettel, Nguyễn Hồng Sơn trở thành huấn luyện viên trưởng của câu lạc bộ hạng Ba Phù Đổng Hà Nội do đồng đội cũ Triệu Quang Hà xây dựng và làm chủ tịch, với mục tiêu đưa đôi bóng này lên thi đấu tại V.League 2022.
Trong một lần trả lời phỏng vấn năm 2021, Hồng Sơn tiết lộ anh đang tập trung cho sự nghiệp đào tạo bóng đá trẻ và bóng đá cộng đồng, và không còn theo đuổi công việc ở các đội bóng chuyên nghiệp nữa.
Năm 2024, Hồng Sơn là một trong 33 "anh tài" tham gia chương trình Anh trai vượt ngàn chông gai mùa đầu tiên; anh bị loại khỏi chương trình sau đêm công diễn thứ ba.

## Đời tư
Cuối năm 2002, Hồng Sơn đã kết hôn với Vũ Hồng Hải thông qua sự giới thiệu của bạn bè. Hồng Hải vốn là sinh viên tốt nghiệp khoa báo chí Phân viện Báo chí tuyên truyền Hà Nội, nhưng sau khi lập gia đình cô đã không theo nghề báo mà chuyển sang làm nội trợ. Cả hai đến nay đã có chung ba người con: con trai cả Nguyễn Sỹ Gia Bách (sinh năm 2003), hai con gái Nguyễn Khánh Vy (sinh năm 2005) và Nguyễn Khánh Vân (sinh năm 2013).

## Thống kê

### Đội tuyển quốc gia
| Năm       | Số lần ra sân | Số bàn thắng |
| --------- | ------------- | ------------ |
| 1993      | 9             | 1            |
| 1995      | 3             | 2            |
| 1996      | 3             | 3            |
| 1997      | 3             | 0            |
| 1998      | 6             | 3            |
| 1999      | 5             | 1            |
| 2000      | 5             | 3            |
| 2001      | 6             | 5            |
| Tổng cộng | 40            | 18           |

### Bàn thắng quốc tế
| #  | Ngày                 | Địa điểm                                                            | Đối thủ           | Tỷ số      | Kết quả | Giải đấu                             |
| -- | -------------------- | ------------------------------------------------------------------- | ----------------- | ---------- | ------- | ------------------------------------ |
| 1  | 30 tháng 4 năm 1993  | Sân vận động Quốc gia, Kallang, Singapore                           | Indonesia         | 1–0        | 1–2     | Vòng loại World Cup 1994             |
| 2  | 8 tháng 12 năm 1995  | Sân vận động Lamphun, Lamphun, Thái Lan                             | Campuchia         | 1–0        | 4–0     | Đại hội Thể thao Đông Nam Á 1995     |
| 3  | 8 tháng 12 năm 1995  | Sân vận động Lamphun, Lamphun, Thái Lan                             | Campuchia         | 3–0        | 4–0     | Đại hội Thể thao Đông Nam Á 1995     |
| 4  | 4 tháng 8 năm 1996   | Sân vận động Thống Nhất, Thành phố Hồ Chí Minh, Việt Nam            | Đài Bắc Trung Hoa | 4–1        | 4–1     | Vòng loại Cúp bóng đá châu Á 1996    |
| 5  | 7 tháng 9 năm 1996   | Sân vận động Jurong, Jurong, Singapore                              | Myanmar           | 4–1        | 4–1     | Giải vô địch bóng đá Đông Nam Á 1996 |
| 6  | 13 tháng 9 năm 1996  | Sân vận động Quốc gia, Kallang, Singapore                           | Thái Lan          | 2–4        | 2–4     | Giải vô địch bóng đá Đông Nam Á 1996 |
| 7  | 26 tháng 8 năm 1998  | Sân vận động Hàng Đẫy, Hà Nội, Việt Nam                             | Lào               | 1–0        | 4–1     | Giải vô địch bóng đá Đông Nam Á 1998 |
| 8  | 30 tháng 8 năm 1998  | Sân vận động Hàng Đẫy, Hà Nội, Việt Nam                             | Malaysia          | 1–0        | 1–0     | Giải vô địch bóng đá Đông Nam Á 1998 |
| 9  | 3 tháng 9 năm 1998   | Sân vận động Hàng Đẫy, Hà Nội, Việt Nam                             | Thái Lan          | 2–0        | 3–0     | Giải vô địch bóng đá Đông Nam Á 1998 |
| 10 | 12 tháng 8 năm 1999  | Sân vận động Quốc gia Hassanal Bolkiah, Bandar Seri Begawan, Brunei | Indonesia         | 1–0        | 1–0     | Đại hội Thể thao Đông Nam Á 1999     |
| 11 | 25 tháng 8 năm 2000  | Sân vận động Thống Nhất, Thành phố Hồ Chí Minh, Việt Nam            | Sri Lanka         | 1–1 (p.đ.) | 2–2     | LG Cup 2000                          |
| 12 | 7 tháng 11 năm 2000  | Sân vận động Tinsulanon, Songkhla, Thái Lan                         | Campuchia         | 3–0        | 6–0     | Giải vô địch bóng đá Đông Nam Á 2000 |
| 13 | 16 tháng 11 năm 2000 | Sân vận động Rajamangala, Bangkok, Thái Lan                         | Indonesia         | 1–1        | 2–3     | Giải vô địch bóng đá Đông Nam Á 2000 |
| 14 | 10 tháng 2 năm 2001  | Sân vận động Hoàng tử Mohamed bin Fahd, Dammam, Ả Rập Xê Út         | Mông Cổ           | 1–0 (p.đ.) | 1–0     | Vòng loại World Cup 2002             |
| 15 | 15 tháng 2 năm 2001  | Sân vận động Hoàng tử Mohamed bin Fahd, Dammam, Ả Rập Xê Út         | Bangladesh        | 2–0        | 4–0     | Vòng loại World Cup 2002             |
| 16 | 15 tháng 2 năm 2001  | Sân vận động Hoàng tử Mohamed bin Fahd, Dammam, Ả Rập Xê Út         | Bangladesh        | 4–0 (p.đ.) | 4–0     | Vòng loại World Cup 2002             |
| 17 | 17 tháng 2 năm 2001  | Sân vận động Hoàng tử Mohamed bin Fahd, Dammam, Ả Rập Xê Út         | Mông Cổ           | 2–0        | 4–0     | Vòng loại World Cup 2002             |
| 18 | 17 tháng 2 năm 2001  | Sân vận động Hoàng tử Mohamed bin Fahd, Dammam, Ả Rập Xê Út         | Mông Cổ           | 3–0        | 4–0     | Vòng loại World Cup 2002             |

## Danh hiệu

### Đội tuyển Việt Nam
- Huy chương bạc Tiger Cup: 1998
- Huy chương bạc SEA Games: 1995, 1999

### Thể Công
- Vô địch Việt Nam: 1990, 1998
- Siêu cúp bóng đá Việt Nam 1998
- Á quân Cúp Quốc gia 1992

### Danh hiệu cá nhân
- Quả bóng vàng Việt Nam: 1998, 2000
- Quả bóng bạc Việt Nam: 1999
- Quả bóng đồng Việt Nam: 1996
- Vua phá lưới giải các đội mạnh toàn quốc 1990
- Cầu thủ xuất sắc nhất Tiger Cup 1998
- Cầu thủ xuất sắc nhất châu Á tháng 8 năm 1998
- Vận động viên tiêu biểu toàn quốc: 1998-1999
- Huân chương Lao động hạng Ba: 1999